# شکربوته خوشه‌به‌سر
شکربوته خوشه‌به‌سر (نام علمی: Protea welwitschii) نام یک گونه از سرده شکربوته‌ها است.